# Henryk Gliszczyński
Henryk Antoni Gliszczyński (ur. 6 czerwca 1893 w Strzemieszycach, zm. wiosną 1940 w Charkowie) – kapitan taborów Wojska Polskiego, kawaler Orderu Virtuti Militari, ofiara zbrodni katyńskiej.

## Życiorys
Syn Maksymiliana i Marii z Halaczków urodzony 6 czerwca 1893 w Strzemieszycach, w ówczesnym powiecie będzińskim guberni piotrkowskiej.
W trakcie studiów w Moskwie został wcielony do armii rosyjskiej i wysłany na front. W 1915 ranny pod Grodnem. W 1916 r. ukończył szkołę oficerską w Pskowie i został przydzielony do 1 pułku strzelców rosyjskich. Ponownie ranny 4 kwietnia 1916 r. pod Dyneburgiem. Po wyjściu ze szpitala skierowany do 243 batalionu zapasowego w Kazaniu, następnie wysłany na front w Rumunii. Po przewrocie bolszewickim (rewolucji październikowej) 29 listopada 1917 wstąpił do 4 Dywizji Strzelców Polskich dowodzonej przez Lucjana Żeligowskiego. Po bitwie pod Kaniowem wzięty do niewoli niemieckiej. Uciekł z pociągu wiozącego do obozu, wstąpił do Polskiej Organizacji Wojskowej.
Od 1919 roku służył w Wojsku Polskim, został przydzielony do 19 pułku strzelców pieszych, w którego szeregach walczył w wojnie polsko-bolszewickiej jako dowódca kompanii.
Po zakończeniu działań wojennych pozostał w wojsku, został zweryfikowany do stopnia kapitana ze starszeństwem z dniem 1 czerwca 1919 roku i przydzielony do 4 pułku strzelców podhalańskich. W 1922 roku został przeniesiony do rezerwy.
W 1925 roku został ponownie powołany do wojska i ponownie zweryfikowany na stopień kapitana piechoty ze starszeństwem z dniem 1 maja 1925 roku. Został przydzielony do 25 pułku piechoty w Piotrkowie. W czerwcu 1934 roku został przeniesiony z korpusu oficerów piechoty do korpusu oficerów taborowych z równoczesnym wyznaczeniem na stanowisko oficera taborowego w 25 pp.
W kampanii wrześniowej 1939 oddelegowany z 40 pułku piechoty, pracował w Oddziale II Sztabu Głównego WP. Po agresji ZSRR na Polskę w nieznanych okolicznościach dostał się do niewoli sowieckiej. Przebywał w obozie w Starobielsku. Wiosną 1940 został zamordowany przez funkcjonariuszy NKWD w Charkowie i pogrzebany potajemnie w bezimiennej mogile zbiorowej w Piatichatkach, gdzie od 17 czerwca 2000 mieści się oficjalnie Cmentarz Ofiar Totalitaryzmu w Charkowie. Figuruje na Liście Starobielskiej NKWD pod pozycją 931.
5 października 2007 minister obrony narodowej Aleksander Szczygło mianował go pośmiertnie na stopień majora. Awans został ogłoszony 9 listopada 2007 w Warszawie, w trakcie uroczystości „Katyń Pamiętamy – Uczcijmy Pamięć Bohaterów”.
Był żonaty, miał dwie córki: Julittę (ur. 6 lipca 1924) i Zofię (ur. 14 czerwca 1925).

## Ordery i odznaczenia
- Krzyż Srebrny Orderu Wojskowego Virtuti Militari nr 1908[1] – 17 maja 1921[12]
- Krzyż Walecznych dwukrotnie[13]
- Medal Pamiątkowy za Wojnę 1918–1921[13]
- Medal Dziesięciolecia Odzyskanej Niepodległości[13]
- Medal Zwycięstwa[13]